# Ајзенберг (Палатинат)
Ајзенберг (њем. Eisenberg) град је у њемачкој савезној држави Рајна-Палатинат. Једно је од 81 општинског средишта округа Донерсберг. Према процјени из 2010. у граду је живјело 9.537 становника. Посједује регионалну шифру (AGS) 7333019.

## Географски и демографски подаци
Ајзенберг се налази у савезној држави Рајна-Палатинат у округу Донерсберг. Град се налази на надморској висини од 183 метра. Површина општине износи 18,7 km². У самом граду је, према процјени из 2010. године, живјело 9.537 становника. Просјечна густина становништва износи 509 становника/km².

## Међународна сарадња
| Мјесто | Држава               | Врста сарадње | Од    |
| ------ | -------------------- | ------------- | ----- |
| Болдок | Уједињено Краљевство | партнерство   | 1988. |
|        | Француска            | партнерство   | 1970. |
| Извор  |                      |               |       |